# Evelyn Glennie
Evelyn Glennie (Aberdeen, 1965. július 19. –) ütőhangszeres szólista, zeneszerző; műfajának egyik úttörője.

## Életpályája
Bár hallását 12 éves korában elveszítette, második próbálkozásra felvették az Angol Királyi Zeneakadémia növendékei közé.
Budapesten is szerepelt már a Tavaszi Fesztiválon.